# Involvulus cylindricollis
Involvulus cylindricollis is een keversoort uit de familie Rhynchitidae. De wetenschappelijke naam van de soort is voor het eerst geldig gepubliceerd in 1906 door Schilsky.